# Crawl
Craul (în engleză front crawl) este un stil de înot în care înotătorul stă cu fața în jos, în poziție orizontală, mișcând alternativ brațele, concomitent cu o forfecare în plan vertical a picioarelor, iar capul iese din apă în mod ritmic, la dreapta sau la stânga, atât cât să poată respira. Craul este considerat cel mai rapid stil de înot. La competițiile de înot liber, majoritatea sportivilor preferă craul, astfel încât „înot liber” și „craul” au devenit aproape sinonime.
Crolul (înotul liber) - stil de înot pe burtă, în care părțile stângă și dreaptă ale corpului efectuează mișcări alternative. Fiecare mână execută o mișcare largă de-a lungul axei corpului înotătorului, în timp ce picioarele, la rândul lor, se ridică și se coboară alternativ. Fața înotătorului se află sub apă, și doar periodic, în timpul mișcării, capul se întoarce pentru a lua o gură de aer. Crolul este considerat cel mai rapid stil de înot. În competițiile de înot liber, majoritatea sportivilor preferă crolul, astfel încât „înot liber” și „crol” au devenit practic sinonime.

## Ergonomie
Poziția corpului cu fața în jos permite înotătorului să rotească brațul liber sub apă. Astfel, crolul se distinge avantajos de înotul pe spate, unde este dificil de adus brațul adânc în apă. Mișcarea brațului înainte pe deasupra apei înseamnă o rezistență mai mică în comparație cu brasul. Comparativ cu butterfly, în crol, mișcarea alternativă a brațelor permite întregului corp să se implice, rotindu-se dintr-o parte în alta. Munca alternativă a brațelor duce, de asemenea, la o accelerare mai uniformă.

## Istoria stilului
Acest stil de înot este cunoscut omenirii încă din cele mai vechi timpuri. Cu toate acestea, civilizația europeană l-a descoperit abia în 1844, la competițiile din Londra. Indienii americani, obișnuiți cu craul, i-au depășit cu ușurință pe înotătorii englezi, care foloseau brasul. În ciuda înfrângerii, înotătorii englezi nu au dorit să adopte „stilul barbar” de înot, care era însoțit de zgomot și stropi.
Abia între anii 1870 și 1890, primul european a reușit să adopte acest stil neobișnuit. Acesta a fost John Arthur Trudgen (1852–1902), care a călătorit prin Argentina. Totuși, imitarea sa nu a fost complet exactă, deoarece Trudgen mișca picioarele pe orizontală, nu pe verticală, așa cum făceau localnicii.
Inovația a fost ulterior perfecționată de australianul Richmond Dick Cavill (1884–1938), fiul profesorului de înot Richard Frederick Cavill. El și fratele său au inventat independent un nou stil, numit mai târziu craul australian. O parte din tehnică a fost preluată de la Alick Wickham, un tânăr nativ din Insulele Solomon, care trăia în Sydney și care folosea o variantă a craulului populară printre localnicii din laguna Roviana de pe insula New Georgia.
Mai târziu, americanul Charles Daniels a perfecționat metoda lor, modificând mișcările picioarelor în șase timpi, rezultând așa-numitul craul american. Acesta este, probabil, baza stilului modern.

## Tehnica înotului

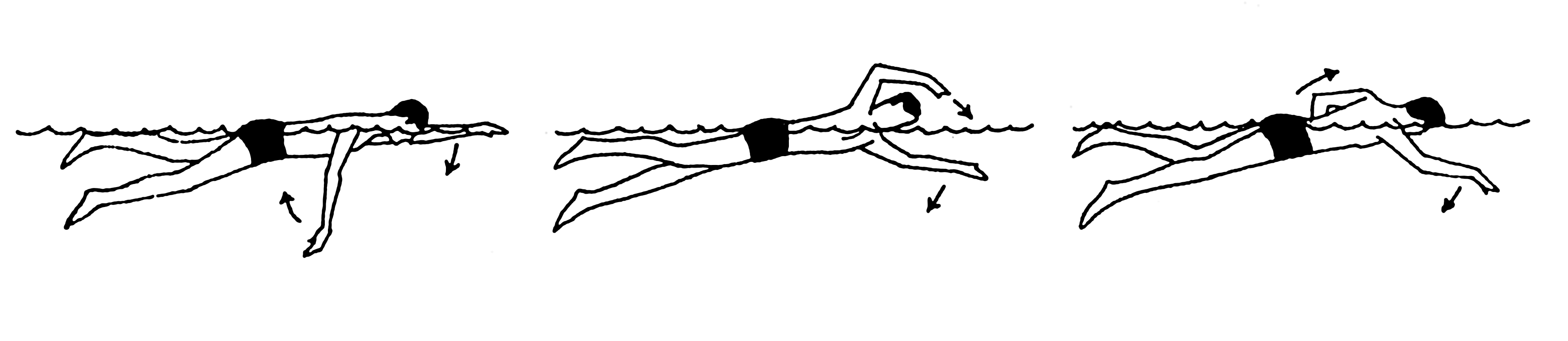
Tehnica ilustrată a înotului în stil craul

Poziția inițială în stilul craul este „alungită”, cu corpul înotătorului orientat cu fața în jos, brațele întinse înainte și picioarele drepte.

### Mișcările brațelor
Alternativ stânga și dreapta. În timp ce o mână execută o mișcare de înot, cealaltă mână este transferată înainte deasupra apei. Mișcările brațelor sunt esențiale pentru propulsie (efortul principal în timpul mișcării este realizat de umăr, iar mișcările palmelor și antebrațelor ar trebui să completeze mișcările umerilor). Fiecare mișcare poate fi împărțită în trei faze: atragere, împingere, întindere.
Prima mișcare din poziția inițială este să scufundați ușor brațul drept în apă și să-l direcționați ușor spre dreapta, apoi să îndoiți încheietura sub un unghi de aproximativ 45° spre fund. Apoi, mâna descrie un semicerc sub apă, cotul urmează ușor deasupra încheieturii, astfel încât palma este orientată către picioare. Această fază se termină aproximativ la nivelul superior al pieptului.
În faza de „împingere”, mâna trece pe sub apă apă corp și este scoasă înapoi lateral de corp până la sfârșitul mișcării.
Aproximativ simultan cu începutul mișcării unei mâini înainte, cealaltă mână începe faza de înot. În timpul mișcării, cotul se mișcă înainte în direcția înotului, iar încheietura este relaxată și atârnă liber, aproape atingând suprafața apei (această tehnică de înot, așa-numita „alunecare”, este incorectă, deoarece cotul trebuie ridicat mai sus și încheietura tensionată, apoi trasă înainte). Mișcarea amintește de scoaterea mâinii din buzunarul din spate al pantalonilor, cu degetul mic mai sus decât celelalte degete. Mișcarea ulterioară a degetelor seamănă cu deschiderea unui fermoar. Brațul se extinde în fața corpului, cu degetele relaxate, aproape de suprafața apei. În această fază, un umăr se ridică deasupra nivelului apei, reducând astfel rezistența corpului la apa din față. Unii înotători doar se răsucesc în talie, în timp ce alții preferă să întoarcă complet corpul pe o parte.
O greșeală frecventă a începătorilor este să facă mișcarea înainte cu brațul încordat sau să îndepărteze mâna prea mult de corp în lateral sau în sus, astfel încât încheietura ajunge mai sus decât cotul. Rezultatul este creșterea tensiunii corpului și a rezistenței apei. În plus, începătorii adesea uită să rotească umărul înainte, astfel încât brațul să se întindă cât mai mult posibil în direcția mișcării. În timpul scufundării, încheietura poate fi rotită cu degetul mare în jos (pentru a reduce turbulențele în jurul brațului în apă) sau orizontal (pentru a începe mișcarea de înot simultan cu scufundarea). În prima fază a mișcării de înot, mâna acționează ca o aripă și se mișcă mai lent în apă decât înotătorul însuși. În a doua fază, brațul acționează ca o vâslă și se mișcă mai repede decât înotătorul.
Există o versiune simplificată a craulului, în care o mână execută mișcarea de înot, în timp ce cealaltă mână rămâne întinsă înainte, apoi mâinile se schimbă. Acest tip de înot este numit „înot de urmărire”, avantajul său fiind consumul redus de energie, deoarece corpul întins și mai puțin mobil are o rezistență mai mică. Această tehnică nu este folosită în competiții din cauza vitezei mai mici, dar este frecvent utilizată de sportivi în antrenamente, deoarece permite exersarea poziției corecte a corpului în apă.

### Mișcările picioarelor
Picioarele se mișcă în direcții opuse: unul se ridică, iar celălalt coboară, apoi invers. Mișcările picioarelor accelerează doar ușor înaintarea, dar permit echilibrarea poziției corpului. Acest lucru este evident în antrenamentele în care picioarele înotătorului sunt imobilizate cu o placă de flotabilitate.
Mișcarea începe cu o ușoară flexiune a genunchiului, urmată de o lovitură bruscă în jos, asemănătoare cu lovirea unei mingi. Piciorul poate fi ușor îndoit spre interior, aproape de axa centrală a corpului. Apoi, piciorul drept revine în poziția inițială. O greșeală frecventă a începătorilor este să îndoaie prea mult picioarele sau să facă mișcări prea puternice, ridicând picioarele deasupra suprafeței apei.
Numărul ideal de mișcări ale picioarelor este de 6 pentru fiecare ciclu complet de mișcări în craul, dar se pot face și 8, 4 sau 2. De exemplu, înotătoarea germană Franziska van Almsick folosește cu succes doar 4 mișcări ale picioarelor. De asemenea, este posibilă utilizarea mișcărilor unduitoare ale picioarelor din stilul fluture, deși în acest caz se pierde stabilitatea poziției corpului. O altă metodă neobișnuită este combinarea mișcărilor brațelor ca în craul și a mișcărilor picioarelor ca în bras. În acest caz, devine mai dificil să se efectueze inspirația, deoarece mișcările în craul implică rotirea corpului sau a capului, iar mișcările în bras împiedică acest lucru.

### Respirația
În general, fața este în apă în timpul înotului, cu privirea îndreptată înainte, spre partea inferioară a peretelui opus al bazinului, iar linia apei se află la mijlocul frunții. Totuși, unii sportivi consideră că este mai bine să coboare capul mai jos. Inspirația se face prin gură, cu capul întors spre brațul care se mișcă deasupra apei. Inspirația ar trebui să aibă loc la începutul mișcării, când se formează un triunghi între umăr, antebraț și linia apei. În acest moment, apa se retrage ușor în jurul capului, permițând inspirația fără a ridica capul deasupra liniei apei. Un strat subțire de apă de pe față poate fi îndepărtat printr-o mică expirație înainte de inspirație. Apoi, la sfârșitul mișcării, capul se întoarce din nou în jos și înainte. Expirația se face în apă, prin nas și gură, uniform, pe tot parcursul până la următoarea inspirație. Expirând prin nas, se poate împinge apa care intră în nas în timpul înotului. 
Conform regulilor, inspirația se face la fiecare a treia mișcare a brațului deasupra apei, adică de două ori la trei cicluri, cu alternarea inspirărilor dreapta și stânga. Acest lucru contribuie la dezvoltarea simetrică a umerilor, brațelor și gâtului, dar reduce cu o treime cantitatea de oxigen, în comparație cu respirația „sub un braț”. Pe distanțe lungi și în antrenamente, unde viteza este mai mică, iar stabilitatea vitezei și a ritmului este importantă, acest aspect nu este semnificativ și, de fapt, dezvoltă capacitatea vitală pulmonară.
Pe distanțe scurte, mai ales în competiții, înotătorii preferă să inspire la fiecare ciclu, adică la fiecare a doua mișcare, întorcându-se doar într-o direcție, ceea ce permite maximizarea puterii printr-un aport maxim de oxigen. Mulți înotători sunt capabili să inspire confortabil de pe ambele părți. Pe distanțe scurte, înotătorii fac adesea un număr calculat de inspirații, cei mai antrenați făcând doar o singură inspirație sau chiar fără inspirații suplimentare pe distanțe de 25-50 m, consumând oxigenul din sânge și mușchi. Pe distanțe de 100 m, pot inspira la fiecare a patra mișcare sau la fiecare a doua mișcare, unii începând cu patru mișcări, apoi trecând la două. În polo pe apă, sportivii țin capul deasupra apei constant pentru a urmări jocul și a respira mai liber, ceea ce duce la o poziție mult mai verticală a corpului și la o rezistență mai mare mare a apei.

### Mișcările corpului
Corpul înotătorului se îndoaie de-a lungul axei sale spre dreapta și spre stânga, astfel încât umărul brațului care face mișcarea să fie mai sus decât celălalt umăr — aceasta facilitează mișcarea brațului și rotația capului pentru inspirație. Ridicând umărul deasupra apei, înotătorul reduce, de asemenea, rezistența apei. Rotația umărului crește forța împingerii și viteza mișcării inverse a mâinii.

### Săritura
La start, sportivul execută o săritură în apă, urmată de o fază de alunecare sub apă, însoțită de mișcări unduitoare sau verticale ale picioarelor. Sub apă, pot fi parcurși maximum 15 metri. La capătul celălalt al piscinei, sportivul se împinge de pe perete și se răstoarnă simultan pe burtă. Urmează o scurtă fază de alunecare sub apă, după care sportivul își ajută înaintarea cu picioarele, ca în stilul fluture sau craul, și iese la suprafață.
O variantă a întoarcerii constă în efectuarea unei răsturnări puțin mai devreme, cu picioarele aruncate spre perete, apropiindu-se și apoi împingându-se. Această metodă este mai periculoasă. Răsturnarea fără atingerea peretelui cu mâinile a fost permisă de FINA în 1964.
Cursa se încheie atunci când sportivul atinge punctul de sosire cu o mână.

## Variante de craul
Există numeroase variante de craul, cum ar fi:
- Craul australian (craul cu două bătăi) — spre deosebire de craulul modern, înotătorul stă pe piept cu capul ridicat, brațele îndoite la coate fac mișcări scurte de înot, iar tălpile picioarelor împing apa în jos în sincron cu intrarea în apă a palmei brațului opus.
- Craul american (craul cu șase bătăi) — spre deosebire de cel australian, fața este complet scufundată în apă, brațele fac mișcări lungi și fluide, iar picioarele lucrează cu o flexiune moderată a genunchilor; pe un ciclu de mișcare al brațelor corespund șase mișcări ale picioarelor.
- Craul pe piept (stilul de înot sportiv) — cel mai rapid stil competițional permis în probele de stil liber. Sportivul înoată pe piept, capul fiind complet scufundat în apă, mișcările brațelor sunt alternante și circulare. Brațele ies din apă începând de la umăr, în apropierea liniei șoldului înotătorului, iar picioarele pot lucra în ritm de două, patru sau șase bătăi.
- Craul pe spate (stilul de înot sportiv) — înotătorul se află pe spate, aproape orizontal, mișcările circulare ale brațelor sunt alternante în direcția înainte-jos-înapoi, iar picioarele lucrează în plan vertical. Ciclul de respirație coincide cu ritmul mișcărilor brațelor: inspirația are loc în prima jumătate a mișcării brațului deasupra apei, iar expirația în timpul finalizării loviturii.